# Molièrova fontána
Molièrova fontána (francouzsky Fontaine Molière) je fontána v Paříži, která je zároveň pomníkem dramatikovi Molièrovi.

## Umístění
Stavba se nachází v 1. obvodu na náměstí Place Mireille na nároží ulic Rue Molière a Rue de Richelieu.

## Historie
Kašna byla postavena v roce 1844. Do roku 1838 se na jejím místě nacházela Richelieuova fontána, která byla zbořena. Člen Comédie-Française Joseph Régnier inicioval vznik nové fontány, která byla zároveň Molièrovým pomníkem. Fontána je dílem několika sochařů pod vedením architekta Louise Viscontiho.

## Popis
Hlavní socha je z bronzu a představuje sedícího Molièra. Socha se nachází pod portikem s frontonem a atikou. Jejím autorem je sochař Bernard-Gabriel Seurre (1795–1867). Socha se nachází na podstavci s dedikačním nápisem. Z bočních stran se o podstavec opírají ženské postavy z mramoru představující alegorie Vážné komedie a Uvolněné komedie. Každá z nich drží svitek, který obsahuje seznam děl velkého dramatika. Jejich autorem je Jean-Jacques Pradier (1792–1852). V dolní části pomníku jsou tři maskarony ve tvaru lvích hlav, ze kterých vytéká voda do polokruhové nádrže.